# Stazione di Mimmole
La fermata di Mimmole è una fermata ferroviaria posta sul nuovo tratto, via Vaglia, della linea ferroviaria Faentina, inaugurato nel 1999.
È situata presso la frazione di Caldine, in località Mimmole, a circa 700 metri dal centro abitato. Per la notevole difficoltà nel raggiungerla, la fermata è sempre stata scarsamente utilizzata e per questo recentemente chiusa. È dotata di un solo binario, panchine coperte e un piccolo parcheggio scambiatore gratuito.